# Per Gunnar Berlin
Per Gunnar Börje Berlin (Södra Sandby, 1º agosto 1921 – 22 dicembre 2011) è stato un lottatore svedese, specializzato sia nella lotta libera che nella lotta greco-romana.

## Palmarès
- Giochi olimpici

Helsinki 1952: argento nella lotta libera pesi welter.
Melbourne 1956: bronzo nella lotta greco-romana pesi welter.
- Europei

Istanbul 1949: bronzo nella lotta libera pesi welter.